# Degerfors IF

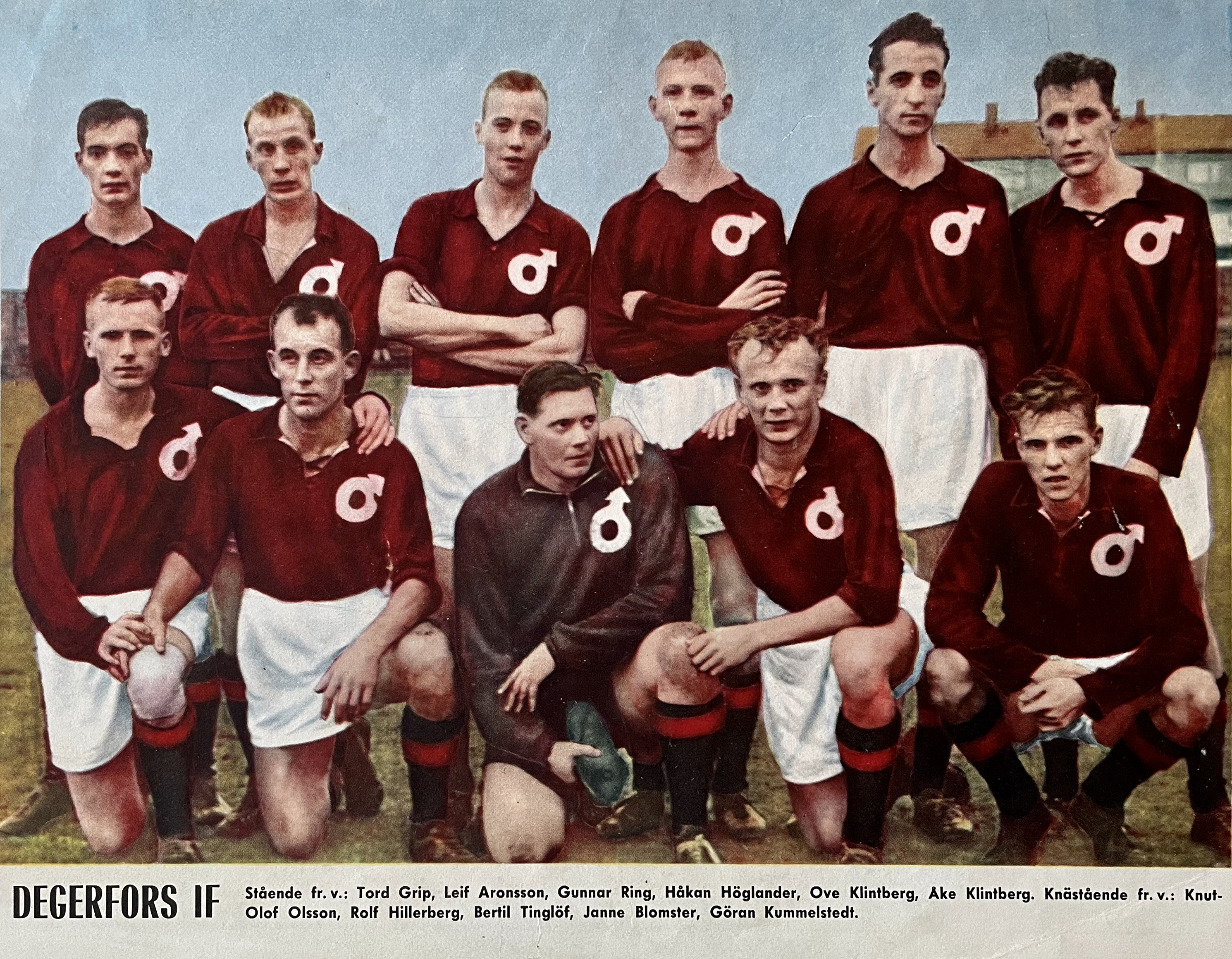
Degerfors IF – lagbild från 1958 på väg tillbaka till Allsvenskan. Stående från vänster i bild: Tord Grip, Leif Aronsson, Gunnar Ring, Håkan Höglander, Ove Klintberg, Åke Klintberg tillsammans med knästående Knut-Olof Olsson, Rolf Hillerberg, målvakten Bertil Tinglöf, Janne Blomster och Göran Kummelstedt.

Degerfors IF (DIF) är en fotbollsklubb ifrån det värmländska brukssamhället Degerfors. Klubben bildades den 13 januari 1907. Degerfors debuterade i Allsvenskan 1938 och har två allsvenska andraplaceringar (1941 och 1963) samt blev svenska cupmästare 1993. Degerfors har spelat i Allsvenskan under 32 säsonger och den 5 december 2020 säkrade man uppflyttning från Superettan genom seger med 3–0 borta mot Ljungskile.. Efter att säsongen 2024 åter ha spelat i Superettan, säkrade man ett nytt allsvenskt kontrakt för 2025. 
Spelardräkten är röd tröja och vita byxor, och har länge historiskt haft svart/röda strumpor som Manchester United.

## Historia
Degerfors IF grundades 1907 huvudsakligen av arbetare vid Degerfors bruk. Bland initiativtagare märks Hans von Kantzow och B.D. Enlund. 1919 upplevde laget en splittring då innevånarna i Jannelund bröts sig ur och bildade Janneslunds sportklubb, som kom att dra till sig en hel del spelare från Degerfors. Efter många års förhandlingar gick dock de båda klubbarna samman 1938. Under de första åren fanns fotboll med bland idrotterna, men friidrott och skidlöpning dominerade. Även konståkning var länge en av klubbens verksamhetsområden.
Degerfors IF kvalificerade sig för andradivisionen första gången 1932 efter en fjärdeplats i tredjedivisionen. Degerfors kunde gå upp då antalet division 2-serier utökades från två till fyra. Laget åkte ut direkt men tog sig sedan återigen upp i division II och etablerade sig. 1938 gick Degerfors för första gången upp i allsvenskan efter kvalsegrar mot Malmö BI med 3–1 och 2–0.
Laget debuterade i Allsvenskan den 31 juli 1938. Premiärmatchen mot IK Sleipner, på Stora Valla, spelades inför 6517 åskådare och slutade med förlust 1–3. Laget åkte ur efter ha hamnat näst sist i serien. Påföljande säsong gick laget upp efter kval mot IS Halmia. 1941 slutade laget på en andraplats i allsvenskan och tog stora silvret. Klubbens storhetstid inföll under de sexton säsongerna från 1940/41 till och med 1955/56. Under denna period av oavbrutet allsvenskt spel tog laget fem medaljer med det stora silvret 1940/41 som bästa resultat. Laget slutade sedan i regel i mitten av tabellen innan en ny topplacering när man 1954 var två poäng från allsvensk serieseger och SM-guld. Laget tog SM-brons 1943 och 1949 samt lilla silver 1953. Degerfors hade under dessa år storspelare som skyttekungen Gunnar Nordahl, försvarsklippan Olle Åhlund, teknikern Karl Erik "Hambo" Jakobsson och målvakten Magnus "Skjorta" Bergström.

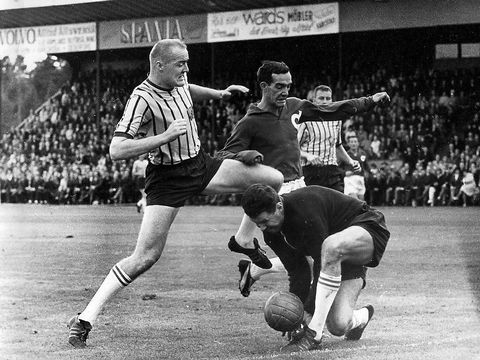
Tord Grip (t.h.) i kamp med Djurgårdens Mild

1956 åkte Degerfors ur allsvenskan och kom tillbaka till allsvenskan 1959 efter kval mot Landskrona BoIS. 1963 tog Degerfors stora silvret i allsvenskan. Bland lagets spelare återfanns Tord Grip som även spelade i landslaget och Lars Heineman som blev allsvensk skyttekung 1963. 1966 åkte laget ur allsvenskan. 1971 åkte laget ner i division III. Efter en comeback i division II åkte laget ur igen 1974 och först 1978 kunde laget åter kvalificera sig för division II. Under 1980-talet kom Degerfors att pendla mellan serierna.
1990 gick laget som seriesegrare upp i division 1 (som andradivisionen hade döpts om till) och 1993 kunde Degerfors för första gången sedan 1960-talet spela i allsvenskan igen. Laget tog sig tillbaka till allsvenskan via kvalseger mot Djurgårdens IF. Efter 1–3 borta gick laget vidare via 2–0 hemma på Stora Valla. 1993 tog föreningen sin första stora titel då laget blev svenska cupmästare efter 3–0 i finalen mot Landskrona Bois. Degerfors spelade sedan i Cupvinnarcupen. 
1997 åkte Degerfors ur allsvenskan. Från 2005 kom laget, sånär som på en säsong, att spela i Superettan fram tills klubben åter avancerade till Allsvenskan 2021. Laget säkrade det allsvenska kontraktet i sista omgången både 2021 och 2022, men åkte ut 2023. Säsongen 2022 inledde laget med sex raka förluster men klarade alltså det allsvenska kontraktet utan kvalspel.
Efter att ha åkt ur Allsvenskan 2023 och spelat säsongen 2024 i Superettan, säkrade Degerfors åter allsvenskt avancemang i en kryssmatch mot Landskrona BoIS 2 november 2024.

## Spelartruppen
(L) - Inlånad spelare
| Nummer      | Land              | Spelare                  | Födelsedatum      | Kom från            | Moderklubb             |           |
| Målvakter   | Målvakter         | Målvakter                | Målvakter         | Målvakter           | Målvakter              | Målvakter |
| ----------- | ----------------- | ------------------------ | ----------------- | ------------------- | ---------------------- | --------- |
| 1           | Sverige           | Wille Jakobsson          | 7 januari 2002    | IFK Norrköping      | Arboga Södra IF        |           |
| 26          | Estland           | Matvei Igonen            | 2 oktober 1996    | Botev Plovdiv       | Ajax Lasnamäe          |           |
| Försvarare  |                   |                          |                   |                     |                        |           |
| 2           | Guinea            | Mamadouba Diaby          | 16 februari 1997  | Nordic United FC    | Kaloum                 |           |
| 4           | Sverige           | Leon Hien                | 31 juli 2001      | Odd                 | Kista SC               |           |
| 5           | Finland           | Juhani Pikkarainen       | 30 juli 1998      | Ilves               | TPS                    |           |
| 7           | Sverige           | Sebastian Ohlsson        | 31 december 1992  | Trelleborgs FF      | Hova IF                |           |
| 12          | Sverige           | Erik Lindell             | 14 februari 1996  | AB                  | IFK Norrköping         |           |
| 15          | Ghana             | Nasiru Moro              | 24 september 1996 | Örebro SK           | Accra Lions            |           |
| 16          | Sverige           | Sebastian Ohlsson        | 26 maj 1993       | IFK Göteborg        | Qviding FIF            |           |
| 23          | Sverige           | Alexander Hedén Lindskog | 18 januari 2004   | Degerfors IF U      | KB Karlskoga           |           |
| 30          | Portugal          | Bernardo Morgado         | 24 mars 1998      | Hødd                | GD Os Amarelos         |           |
| '           | Kanada            | Marcus Godinho           | 28 juni 1997      | Korona Kielce       | North York Azzurri     |           |
| '           | Kongo-Brazzaville | Philippe Ndinga          | 3 juni 2005       | Valenciennes FC     | FC Montois             |           |
| Mittfältare |                   |                          |                   |                     |                        |           |
| 8           | Sverige           | Nahom Girmai Netabay     | 28 augusti 1994   | Næstved             | Kristianstad BoIS      |           |
| 10          | Sverige           | Marcus Rafferty          | 1 oktober 2004    | Hammarby IF         | Rönninge Salem Fotboll |           |
| 11          | Sverige           | Christos Gravius         | 14 oktober 1997   | Kallithea           | IFK Viksjö             |           |
| 20          | Sverige           | Elias Barsoum            | 19 juli 2002      | Örebro SK           | IFK Stockholm          |           |
| 22          | Sverige           | Maill Lundgren           | 1 juni 2001       | FC Stockholm        | BK Forward             |           |
| 24          | Sverige           | Hjalmar Smedberg         | 26 juni 2006      | Degerfors IF U      | IFK Hjo                |           |
| 27          | Ghana             | Ziyad Salifu             | 20 juni 2006      | Diamond SCC         | Accra Lions            |           |
| Anfallare   |                   |                          |                   |                     |                        |           |
| 9           | Sverige           | Adi Fisic                | 22 december 2003  | Örebro Syrianska IF | Örebro SK              |           |
| 19          | Sverige           | Richie Omorowa (L)       | 30 mars 2004      | Samsunspor          | Akropolis IF           |           |
| '           | Danmark           | Arman Taranis            | 30 juli 2001      | FC Roskilde         | Sønder Felding GIF     |           |

### Utlånade spelare
| Nr | Land    | Pos | Namn                                                   |
| -- | ------- | --- | ------------------------------------------------------ |
| 18 | Sverige | MF  | Teo Grönborg (i Umeå FC till 31 december 2025)         |
| 25 | Sverige | MV  | Rasmus Forsell (i Östersunds FK till 31 december 2025) |
|    | Sverige | MF  | Lorik Bunjaku (i IFK Skövde till 31 december 2025)     |

## Meriter
- Stora silver: 1940/1941 och 1963
- Lilla silver: 1950/1951 och 1953/1954
- Brons: 1942/1943 och 1948/1949
- Seger i Svenska cupen: 1993
- Cupvinnarcupen: Deltog 1993/1994

## Övrigt
- Flest allsvenska matcher: Olle Åhlund, 312
- Flest allsvenska mål: Jan Aronsson, 78
- Meste spelare genom tiderna: Tobias Solberg, 411
- Meste målgörare genom tiderna:  Ulf Ottosson, 205
- Flest landskamper under tid i klubben: Olle Åhlund, 34

## Profiler
- Andreas Andersson
- Johan Arneng
- Jan Aronsson
- Leif Aronsson
- Henrik Berger
- Magnus "Skjorta" Bergström
- Ralf Edström
- Victor Edvardsen
- Sven-Göran Eriksson
- Dan Fröberg
- Tord Grip
- Erik Hamrén
- Sebastian Henriksson
- Rolf Hillerberg
- Andreas Johansson
- Olof Mellberg
- Bertil Nordahl
- Gunnar Nordahl
- Ulf Ottosson
- Daniel Tjernström
- Ola Toivonen
- Milenko Vukcevic
- István Wampetits
- Olle Åhlund

### Fotnoter
1. ↑  Martin Alsiö (17 augusti 2004). ”De allsvenska klubbarnas födelsedagar”. Bolletinen. http://www.bolletinen.se/sfs/allsvenskan/grundades.pdf. Läst 10 oktober 2011.
2. 1 2  Griberg, Jonas; Ekberg, Johan (5 december 2020). ”Degerfors klart för allsvenskan – se målen som fixade avancemanget här”. Värmlands Folkblad. https://www.vf.se/2020/12/05/bertilsson-om-degerfors-ledningsmal-otroligt-viktigt/. Läst 5 december 2020.
3. ↑  ”Sportboken - FOTBOLLBOKEN”. www.sportboken.com. http://www.sportboken.com/kategori.asp?id=1077. Läst 24 september 2019.
4. 1 2  Sarwe, Paul (1939). Nordisk familjeboks sportlexikon. sid. 577. https://runeberg.org/sportlex/2/0337.html. Läst 4 oktober 2023
5. ↑  Sällsamheter i Värmland Del II, Margareta Hjorth och Gudrun Vahlquist, s. 39-41.
6. ↑  ”Arkiverade kopian”. Arkiverad från originalet den 31 augusti 2014. https://web.archive.org/web/20140831090059/http://home.swipnet.se/clasglenning/Sweden/2ndlevel/21938.htm. Läst 2 april 2015.
7. 1 2  Historia Arkiverad 27 februari 2015 hämtat från the Wayback Machine. Degerfors IF
8. ↑  ”Bertilsson frälste Degerfors – säkrade kontraktet i slutminuterna”. Aftonbladet. 4 december 2021. https://www.aftonbladet.se/a/V9ogLl. Läst 1 april 2024.
9. ↑  ”Malmö FF och Degerfors delade på poängen efter 2-2” (på engelska). Fotbolldirekt. https://fotbolldirekt.se/2022/11/06/malmo-ff-och-degerfors-delade-pa-poangen-efter-2-2-2022-11-06. Läst 1 april 2024.
10. ↑  ”Fotboll: Degerfors med kontrakt i egna händer efter rekordusel start”. SVT Sport. 6 november 2022. https://www.svt.se/sport/fotboll/degerfors-sista-omgangen-allsvenskan-2022. Läst 1 april 2024.
11. ↑  ”Degerfors säkrade återkomst till allsvenskan”. Dagens Nyheter. 2 november 2024. https://www.dn.se/sport/degerfors-sakrade-aterkomst-till-allsvenskan/. Läst 2 november 2024.
12. ↑  ”Spelartrupp”. Degerfors IF. https://www.degerforsif.se/spelartrupp/. Läst 24 april 2025.
13. ↑  ”Degerfors IF”. SvFF. Arkiverad från originalet den 30 april 2024. https://web.archive.org/web/20240430145918/https://www.svenskfotboll.se/lagsida/degerfors-if/25640/. Läst 24 april 2025.
14. ↑  ”Degerfors IF”. fotbolltransfers.com. https://fotbolltransfers.com/klubbar/sverige/degerfors-if/36. Läst 24 april 2025.
15. ↑  ”Spelartrupp”. Degerfors IF. https://www.degerforsif.se/spelartrupp/. Läst 10 juni 2024.
16. ↑  ”Degerfors IF”. SvFF. Arkiverad från originalet den 30 april 2024. https://web.archive.org/web/20240430145918/https://www.svenskfotboll.se/lagsida/degerfors-if/25640/. Läst 10 juni 2024.
17. ↑  ”Degerfors IF”. fotbolltransfers.com. https://fotbolltransfers.com/klubbar/sverige/degerfors-if/36. Läst 10 juni 2024.